# Nathalie Viérin
Nathalie Viérin (ur. 15 października 1982, w Aoście) – włoska tenisistka.
Starty na kortach rozpoczęła w 1998 roku, biorąc udział w turniejach rangi ITF. W 2000 roku wygrała swój pierwszy singlowy turniej w Deauville, we Francji. W tym samym roku wzięła udział w kwalifikacjach do turnieju WTA w Palermo, ale przegrała w drugiej rundzie z Jewgieniją Kulikowską z Rosji. W następnym roku po raz pierwszy w karierze zagrała w dwóch turniejach WTA, lecz w obu przypadkach nie przeszła pierwszej rundy. Grała jeszcze potem w wielu turniejach tej rangi, ale najwyższe jej osiągnięcia to dotarcie do ćwierćfinałów: pierwszy w Palermo w 2005 roku, gdzie pokonała po drodze Saelimę Safar i Martę Domachowską; drugi w Bogocie w 2007 roku, gdzie pokonała Anastasiję Jakimawą i Conchitę Martínez Granados.
W turniejach wielkoszlemowych wystąpiła dwukrotnie w fazie głównej w 2006 roku w Roland Garros i Wimbledonie, ale za każdym razem udział zakończyła na pierwszej rundzie.
W sumie, w czasie swojej kariery, wygrała sześć turniejów singlowych rangi ITF.

## Wygrane turnieje rangi ITF
| turnieje z pulą nagród 100 000 $ |
| turnieje z pulą nagród 75 000 $  |
| turnieje z pulą nagród 50 000 $  |
| turnieje z pulą nagród 25 000 $  |
| turnieje z pulą nagród 15 000 $  |
| turnieje z pulą nagród 10 000 $  |

|    | Data       | Turniej           | Kat. | ($)    | Naw.     | Finalistka       | Wynik              |
| 1. | 26/11/2000 | Deauville         | ITF  | 10 000 | dywanowa | Cecile Leclere   | 5:3, 2:4, 4:2, 5:4 |
| 2. | 08/04/2001 | Juarez            | ITF  | 25 000 | ziemna   | Eva Dyrberg      | 6:3, 2:6, 6:3      |
| 3. | 28/10/2001 | Saint-Raphaël     | ITF  | 25 000 | twarda   | Anne-Laure Heitz | 4:6, 6:1, 6:3      |
| 4. | 03/10/2004 | Porto             | ITF  | 25 000 | ziemna   | Michelle Gerards | 3:6, 7:5, 6:3      |
| 5. | 07/08/2005 | Martina Franca    | ITF  | 50 000 | ziemna   | Maret Ani        | 6:3, 6:4           |
| 6. | 10/08/2008 | Monteroni d’Arbia | ITF  | 25 000 | ziemna   | Mandy Minella    | 6:1, 2:6, 7:6      |